# Livingston (Nova Jérsei)
Livingston é uma Região censo-designada localizada no estado americano de Nova Jérsei, no Condado de Essex.

## Demografia
Segundo o censo americano de 2000, a sua população era de 27.391 habitantes.

## Geografia
De acordo com o United States Census Bureau tem uma área de 36,5 quilômetros quadrados, dos quais 36,0 quilômetros quadrados cobertos por terra e 0,5 quilômetros quadrados cobertos por água.

## Localidades na vizinhança
O diagrama seguinte representa as localidades num raio de 8 quilômetros ao redor de Livingston.